# Passiflora nipensis
Passiflora nipensis är en passionsblomsväxtart som beskrevs av Nathaniel Lord Britton. Passiflora nipensis ingår i släktet passionsblommor, och familjen passionsblomsväxter. Inga underarter finns listade i Catalogue of Life.